# Campionati mondiali di short track 2015
I Campionati mondiali di short track 2015 sono stati la 40ª edizione della competizione organizzata dalla International Skating Union. Si sono svolti dal 13 al 15 marzo 2015 a Mosca, in Russia.

## Podi

### Donne
| Evento              | Oro                                                                         | Tempo     | Argento                                                 | Tempo     | Bronzo                                                               | Tempo     |
| Classifica generale | Choi Min-jeong Corea del Sud                                                | 89 points | Arianna Fontana Italia                                  | 68 points | Shim Suk-hee Corea del Sud                                           | 47 points |
| 500 m               | Fan Kexin Cina                                                              | 43"866    | Elise Christie Gran Bretagna                            | 44"139    | Arianna Fontana Italia                                               | 55"723    |
| 1000 m              | Choi Min-jeong Corea del Sud                                                | 1'32"730  | Elise Christie Gran Bretagna                            | 1'32"782  | Arianna Fontana Italia                                               | 1'32"903  |
| 1500 m              | Arianna Fontana Italia                                                      | 2'31"392  | Shim Suk-hee Corea del Sud                              | 2'31"472  | Choi Min-jeong Corea del Sud                                         | 2'31"502  |
| 3000 m              | Choi Min-jeong Corea del Sud                                                | 5'40"480  | Shim Suk-hee Corea del Sud                              | 5'40"908  | Kim A-lang Corea del Sud                                             | 5'41"071  |
| Staffetta 3000 m    | Corea del Sud Noh Do-hee Shim Suk-hee Kim A-lang Choi Min-jeong Jeon Ji-soo | 4"18'550  | Cina Fan Kexin Han Yutong Lin Yue Tao Jiaying Zhou Yang | 4"18'595  | Italia Arianna Fontana Lucia Peretti Elena Viviani Arianna Valcepina | 4"20'916  |

### Uomini
| Evento              | Oro                                                          | Tempo     | Argento                                                           | Tempo     | Bronzo                                                                   | Tempo     |
| Classifica generale | Sjinkie Knegt Paesi Bassi                                    | 63 points | Park Se-yeong Corea del Sud                                       | 63 points | Wu Dajing Cina                                                           | 55 points |
| 500 m               | Wu Dajing Cina                                               | 41.032    | Shaolin Sándor Liu Ungheria                                       | 41.133    | Han Tianyu Cina                                                          | 41.133    |
| 1000 m              | Park Se-yeong Corea del Sud                                  | 1:25.155  | Charles Hamelin Canada                                            | 1:25.189  | Shi Jingnan Cina                                                         | 1:25.225  |
| 1500 m              | Semën Elistratov Russia                                      | 2:18.096  | Sjinkie Knegt Paesi Bassi                                         | 2:18.104  | Charles Hamelin Canada                                                   | 2:18.117  |
| 3000 m              | Sjinkie Knegt Paesi Bassi                                    | 5:05.321  | Park Se-yeong Corea del Sud                                       | 5:05.344  | Wu Dajing Cina                                                           | 5:06.093  |
| Staffetta 5000 m    | Cina Wu Dajing Chen Dequan Xu Hongzhi Han Tianyu Shi Jingnan | 6:55.228  | Ungheria Viktor Knoch Csaba Burján Shaolin Sándor Liu Shaoang Liu | 6:56.024  | Paesi Bassi Daan Breeuwsma Freek van der Wart Sjinkie Knegt Mark Prinsen | 6:56.321  |

## Medagliere
| Pos.   | Paese         | Oro | Argento | Bronzo | Totale |
| ------ | ------------- | --- | ------- | ------ | ------ |
| 1      | Corea del Sud | 5   | 4       | 3      | 12     |
| 2      | Cina          | 3   | 1       | 4      | 8      |
| 3      | Paesi Bassi   | 2   | 1       | 1      | 4      |
| 4      | Italia        | 1   | 1       | 3      | 5      |
| 5      | Russia        | 1   | 0       | 0      | 1      |
| 6      | Gran Bretagna | 0   | 2       | 0      | 2      |
| 6      | Ungheria      | 0   | 2       | 0      | 2      |
| 8      | Canada        | 0   | 1       | 1      | 2      |
| Totale | Totale        | 12  | 12      | 12     | 36     |